# Jean Victor Allard

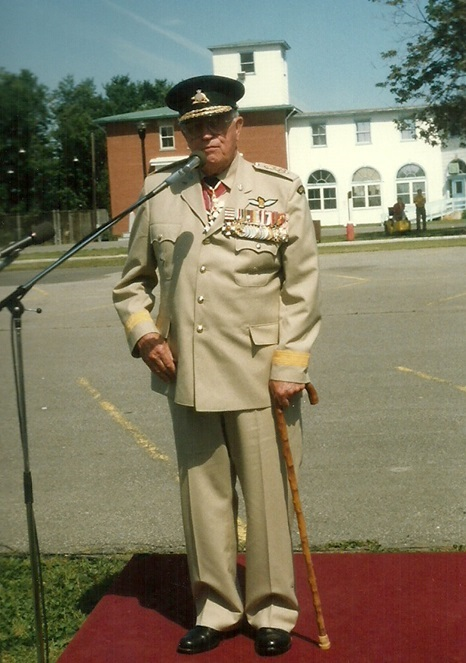
Jean Victor Allard

Jean Victor Allard, CC, CBE, GOQ, DSO & 2 Bars, ED, CD (* 12. Juni 1913 in Sainte-Monique, Québec; † 23. April 1996 in Trois-Rivières, Québec) war ein kanadischer Offizier, der als General zwischen 1965 und 1966 Kommandeur des Mobilen Kommandos und damit Oberkommandierender des Heeres sowie im Anschluss von 1966 bis 1969 Chef des Verteidigungsstabes der Streitkräfte Kanadas war.

## Leben
Jean Victor Allard absolvierte nach dem Schulbesuch eine Offiziersausbildung und fand danach verschiedene Verwendungen als Offizier und Stabsoffizier des Heeres. Nachdem er während des Zweiten Weltkrieges zwischen 1940 und 1941 Kommandeur der London Yeomanry war, fungierte er 1942 als Instrukteur am Canadian Army Staff College in Kingston sowie als stellvertretender Kommandeur des Infanterieregiments Le Régiment de la Chaudière. 1943 wurde er stellvertretender Kommandeur des in Italien eingesetzten Infanterieregiments Royal 22e Régiment und war in diesem vom 13. Januar 1944 bis 1945 Kommandeur von dessen 1. Bataillon. Am 18. März 1944 wurde Major Allard der Distinguished Service Order (DSO) sowie am 20. Januar 1945 als Oberstleutnant eine Spange (Bar) zum DSO verliehen. Kurz vor Kriegsende wurde er am 24. März 1945 Kommandeur der in Nordwesteuropa eingesetzten 6. Infanteriebrigade.
Nach Kriegsende war Brigadegeneral Allard von 1945 bis 1948 Militärattaché an der Botschaft in der Sowjetunion und wurde am 13. Juni 1946 Commander des Order of the British Empire (CBE) Nach seiner Rückkehr fungierte er zwischen 1948 und 1950 Kommandeur des Militärbezirks Québec-Ost. 1952 fungierte er als Vize-Generalquartiermeister und wurde im Koreakrieg 1953 Kommandeur der 25. Infanteriebrigade, die er bis 1954 befehligte. Zugleich war er in Personalunion von 1953 bis 1954 Kommandeur der kanadischen Einheiten in Südkorea. Nach seiner Rückkehr wurde er 1954 Kommandeur der 3. Infanteriebrigade sowie 1956 abermals Kommandeur des Militärbezirks Québec-Ost, ehe er 1958 Vize-Chef des Generalstabes des Heeres wurde. Er wurde 1961 wieder nach Deutschland versetzt und war dort bis 1963 Kommandierender General (General Officer Commanding) der 4. Panzerdivision (4th Armoured Division) der British Army sowie danach von 1965 bis 1966 Chef für Einsatzbereitschaft des Heeres. 1965 wurde er als Kommandeur des Mobilen Kommandos Oberkommandierender des Heeres und damit Nachfolger von Generalleutnant Geoffrey Walsh, der zuvor Chef des Generalstabes des Heeres war. Er bekleidete diesen Posten bis 1966, woraufhin Generalleutnant William Alexander Beaumont Anderson seine Nachfolge antrat.
Zuletzt wurde General Jean Victor Allard 1966 als Nachfolger von Air Chief Marshal Frank Robert Miller Chef des Verteidigungsstabes der Streitkräfte Kanadas. Er übte diese Funktion bis zu seinem Eintritt in den Ruhestand 1969 aus und wurde dann von General Frederick Ralph Sharp. Am 28. Juni 1968 wurde er „in Anerkennung seiner militärischen Laufbahn“ zum Companion des Order of Canada (CC) ernannt. Nach seinem Ausscheiden aus dem aktiven Militärdienst übte er von 1969 und 1979 den Ehrenposten als Regimentsoberst des Panzerregiments 12e Régiment blindé du Canada sowie zwischen 1985 und 1988 als Regimentsoberst des Infanterieregiments Royal 22nd Regiment. Er war ferner Großoffizier des Ordre national du Québec.